# Battaglione di ricognizione autonomo delle guardie "Sparta"
L'80º Battaglione da ricognizione autonomo delle guardie "Sparta-A.S. Pavlov" (in russo 80-й отдельный гвардейский разведывательный батальон «Спарта» имени А. С. Павлова?, 80-j otdel'nyj gvardejskij razvedyvate'nyj batal'on «Sparta» imeni A. S. Pavlova, unità militare 08806), noto anche semplicemente come Battaglione "Sparta", è un reparto militare della Repubblica Popolare di Doneck. Nel 2023, durante l'invasione russa dell'Ucraina del 2022 è stato integrato nelle Forze terrestri russe.
Salito alla ribalta delle cronache in seguito ad accuse di crimini di guerra e torture, documentate anche attraverso filmati, per tale motivo è designato come "organizzazione terroristica" dalla Corte suprema dell'Ucraina coi suoi membri ricercati dal Servizio di sicurezza interno (SBU) per essere tratti in arresto e processati.

## Storia

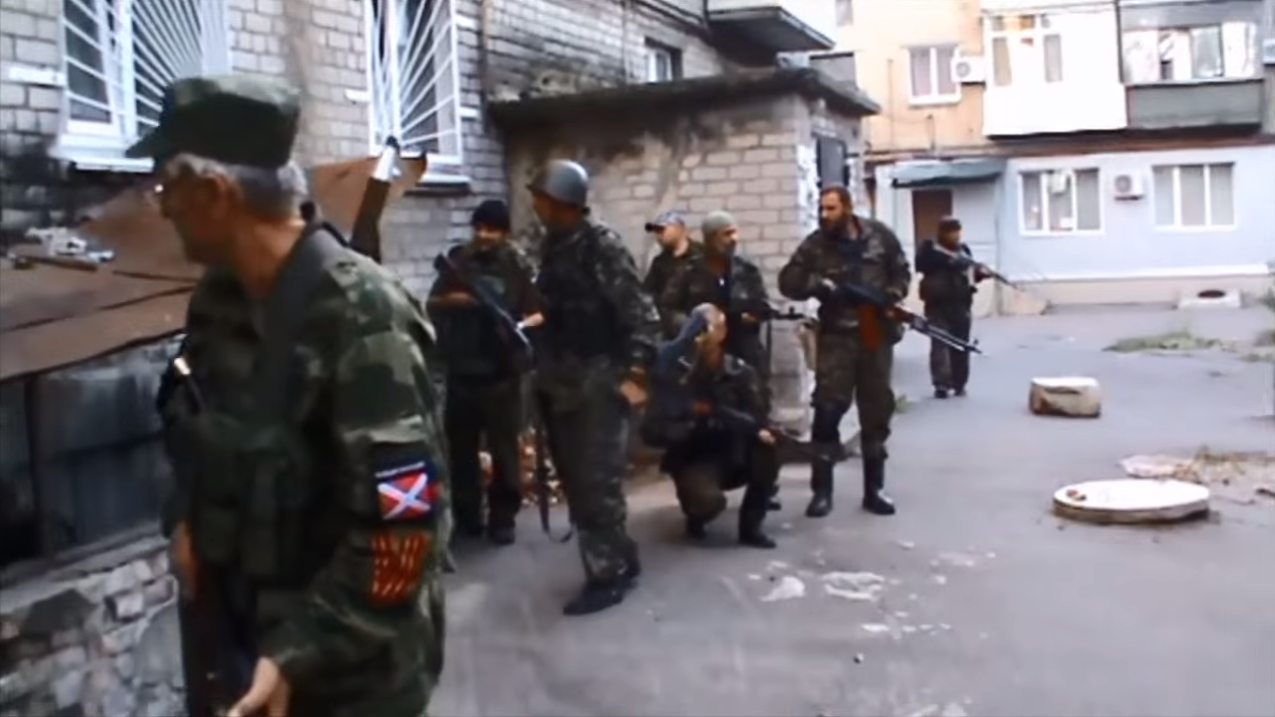
Soldati del Battaglione Sparta a Ilovajs'k, 2014

L'unità nasce a Doneck nel 2014, fondata e guidata dal russo Arsen Pavlov detto ''Motorola'' fino al 2016, anno della sua morte. A prendere le redini del gruppo sarà successivamente Vladimir Žoga detto ''Vokha'' (morto nel marzo 2022) e suo padre Artëm Žoga, che subentrerà dopo la morte del figlio. Secondo quanto riportato dalle indagini del sito tedesco Belltower, che monitora i gruppi di estrema destra, e dall'European Eye on Radicalization, il battaglione è legato agli ambienti dell'estrema destra russa. Il gruppo utilizza una simbologia appartenente alla cultura zarista e irredentista russa. ''Motorola'' inoltre aveva collegamenti con noti esponenti dell'ultranazionalismo russo; come riportato dal The Moscow Times, Pavlov l'11 luglio 2014 ha sposato Olena Kolenkina e al matrimonio hanno partecipato Igor Girkin e Pavel Gubarev . Nel 2018 Il capo ad interim della Repubblica Popolare di Doneck, Denis Pušilin, ha conferito all'unità il titolo onorifico di unità delle guardie.
Nell'aprile 2022 è stato ferito mortalmente il comandante della 2ª Compagnia dell'unità, maggiore Sergej Agranovič, dopo un'esplosione nei pressi di Velyka Novosilka.
Il 22 febbraio 2025 il comandante del battaglione Denis Shundikov è stato decorato con il titolo Eroe della Repubblica Popolare di Doneck.

### Impiego bellico
Guerra del Donbass 
- Battaglia di Ilovajs'k (7 agosto - 2 settembre 2014);
- Seconda battaglia dell'aeroporto di Donec'k (28 settembre - 21 gennaio 2015);
- Battaglia di Debal'ceve (14 gennaio 2015 - 20 febbraio 2015);
- Schermaglie di Dokučajevs'k (marzo 2016);
- Schierata per reprimere un previsto colpo di stato vicino a Slov"jans'k (settembre 2016).

 Invasione russa dell'Ucraina del 2022 
- Battaglia di Volnovacha (febbraio 2022 - marzo 2022);[24]
- Assedio di Mariupol' (febbraio 2022 - maggio 2022);[25]
- Battaglia di Avdiïvka (ottobre 2023 - febbraio 2024).[26]

## Crimini di guerra
Il 6 aprile 2015, Oleh Suchov, corrispondente del quotidiano ucraino Kyiv Post, ha pubblicato un articolo nel quale l’allora capo del battaglione "Sparta" Arsen “Motorola” Pavlov, in una breve intervista telefonica nel quale gli veniva chiesto conto delle torture e dell’uccisione del militare Ihor Branovic'kyj, confessa di aver giustiziato sommariamente 15 prigionieri di guerra ucraini.
Sulla base di questo articolo, Denis Krivošeev, vicedirettore dell'organizzazione internazionale per i diritti umani Amnesty International per l’Europa e l’Asia Centrale ha affermato che le prove esistenti confermano la tortura e l'omicidio di prigionieri di guerra ucraini e ha chiesto l'indagine sui crimini di guerra e la punizione dei responsabili.

### Sanzioni
Nel febbraio 2015 la UE ha inserito il battaglione Sparta e i suoi membri nell'elenco delle sanzioni in quanto:
In tale veste ha fornito sostegno attivo ad azioni e politiche che compromettono l'inte grità territoriale, la sovranità e l'indipendenza dell'Ucraina, al fine di destabilizzare ulteriormente l'Ucraina.»
Successivamente sono stati inclusi negli elenchi delle sanzioni anche dai governi canadese, norvegese e svizzero.

## Simbologia

### Distintivi
Lo stemma del battaglione, sui distintivi da berretto e sugli scudetti omerali portati a sinistra, è costituito da una bandiera tricolore bianco-giallo-nera dell'Impero russo; su di essa è sovrapposta una lettera M rossa, stilizzata a forma di fulmine che sormonta un lupo rampante e la scritta "Sparta" in caratteri cirillici. La foggia della lettera M è tratta dalle opere di "Metro 2033" (romanzo e videogioco) dove i militi dell’Ordine di Sparta combattono nei sotterranei esattamente come fece il battaglione nella seconda battaglia dell'aeroporto di Donec'k contro i paracadutisti ucraini denominati “kiborh” (cioè: “cyborg”).

### Uniformi

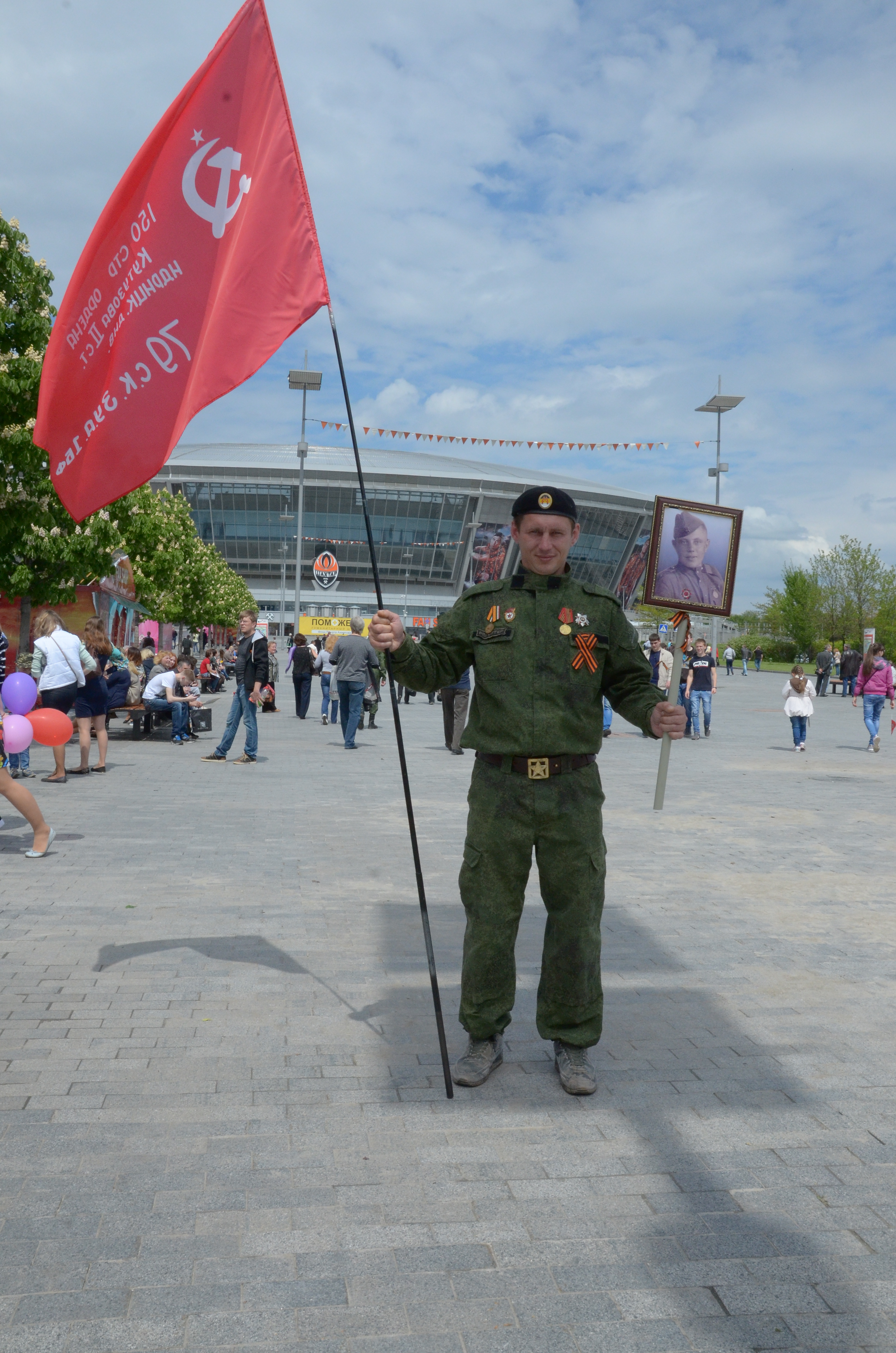
Un miliziano del Battaglione Sparta con la Bandiera della Vittoria, maggio 2016

Inizialmente non esisteva un’uniforme specifica e, dal punto di vista operativo, furono usate diverse tipologie e combinazioni di tenute mimetiche ed equipaggiamenti (anche occidentali) reperiti sul mercato dell’usato, oppure ex-ucraine di preda bellica o forniture russe come le tute gorka. Successivamente, essendo stato Arsen “Motorola” Pavlov un ex fante di marina, è stata adottata l’uniforme tipica della Morskaja pechota con basco (ma senza distintivo della bandiera rossa con ancora dorata), blusa e pantaloni neri, il classico corpetto alla marinara a righe orizzontali blu, così come i tipici distintivi di grado che, per gli ufficiali, sono composti da controspalline nere con filetti rossi; l’uniforme operativa mimetica invece adotta il motivo mimetico EMR (Edinaja maskirovočnaja rascvetka, detto anche “RUSPAT” o “Digital Flora”), identico a quello delle FF.AA. russe.

## Comandanti
- Arsen "Motorola" Pavlov (2014 - 2016) †
- Colonnello Vladimir "Vokha" Žoga (2016 - 2022) †
- Tenente colonnello Jaroslav Škurgan (2022) †[46]
- Colonnello Artëm "Kolima" Žoga (2022 - 2023)
- Denis Šudnikov (2023 - in carica)